# Gerhard Cornelius van Wallrawe

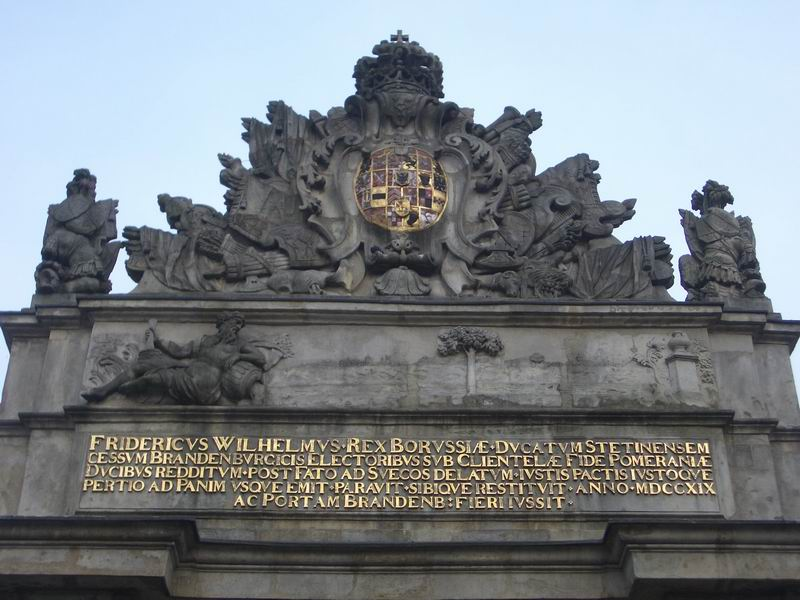
Zwieńczenie zachodniej fasady Bramy Portowej

Gerhard Cornelius van Wallrawe (Walrave), również de Walrave, von Walrave (ur. 1692 w Warendorfie, zm. 1773 w Magdeburgu) – architekt i pruski generał (przypisywane mu jest pochodzenie niemieckie), syn oficera holenderskiego. 

## Życiorys
Zajmował się szczególnie projektowaniem fortyfikacji. Swoją działalność rozwinął w Prusach za panowania Fryderyka Wilhelma I i kontynuował ją za rządów jego syna i następcy, Fryderyka II.
Do głównych osiągnięć Wallrawego należą projekty budowy, rozbudowy i przebudowy twierdz w państwie pruskim. Był głównym projektantem rozbudowy Twierdzy Kłodzkiej, jak i innych ważnych twierdz i umocnień – w Szczecinie, Nysie, Brzegu, Głogowie, Koźlu i Świdnicy. Wallrawe był też autorem projektów budowli cywilnych, m.in. Pałacu Sejmu Stanów Pomorskich oraz barokowych bram miasta Szczecina, z których dwie: Brama Portowa (dawniej Berlińska) i Brama Królewska zachowały się do dziś.
Od czerwca 2001 roku jest patronem pruskiego fortu nadbrzeżnego w Świnoujściu, który na jego cześć nosi nazwę Fort Gerharda.